# Liste der Naturdenkmale im Landkreis Heidekreis
Die Liste der Naturdenkmale im Landkreis Heidekreis enthält die Naturdenkmale im Landkreis Heidekreis in Niedersachsen.

## Naturdenkmale
Am 31. Dezember 2016 gab es im Verzeichnis des Landkreises Heidekreis 49 Naturdenkmale im Zuständigkeitsbereich der unteren Naturschutzbehörde.
| Bild                          | Bezeichnung                                       | Ort, Lage                                                      | Beschreibung | Schutzzweck | Nummer   |
| ----------------------------- | ------------------------------------------------- | -------------------------------------------------------------- | --- | ----------- | -------- |
| BW                            | Rotbuche                                          | Walsrode Westenholz (52° 45′ 40,7″ N, 9° 41′ 34,8″ O)          | Baumdenkmal. 1 km südlich von Westenholz an der Wassermühle |             | ND-HK 02 |
| Fotos hochladen               | Eiche (genannt Kugeleiche)                        | Walsrode Westenholz (52° 46′ 8,2″ N, 9° 41′ 38,8″ O)           | Baumdenkmal. Auf südlich an Westenholz angrenzendem Acker |             | ND-HK 03 |
| BW                            | Rotbuche                                          | Walsrode Westenholz (52° 46′ 13,4″ N, 9° 41′ 54,2″ O)          | Baumdenkmal. In Westenholz am Hof Westenholz |             | ND-HK 04 |
| Fotos hochladen               | Rotbuche                                          | Walsrode Bommelsen (52° 56′ 42,4″ N, 9° 42′ 33,1″ O)           | Baumdenkmal. 400 m südlich Grubenthal bei Bommelsen |             | ND-HK 05 |
| Fotos hochladen               | Ilex (Hülse)                                      | Walsrode Bommelsen (52° 56′ 21,1″ N, 9° 40′ 59,2″ O)           | Baumdenkmal. 600 m südlich von Bommelsen, westlich der B440 |             | ND-HK 06 |
| BW                            | Bornbusch (Quellgebiet)                           | Walsrode Groß Eilstorf (52° 49′ 20,9″ N, 9° 25′ 54,2″ O)       | Flächendenkmal. Erhaltung des Quellgebiets mit seiner standorttypischen Vegetation. 1,5 km westlich von Groß Eilstorf                                                                                 |             | ND-HK 07 |
| BW                            | Wacholderhain im Duppental                        | Walsrode Hamwiede (52° 53′ 30,5″ N, 9° 27′ 20,2″ O)            | Flächendenkmal. Erhaltung der Heidegesellschaft und der Wacholderbüsche. Südlicher Ortsrand von Hamwiede zwischen der K125 und K124                                                                   |             | ND-HK 08 |
| BW                            | Buche                                             | Walsrode Fulde (52° 52′ 31,3″ N, 9° 30′ 50,4″ O)               | Baumdenkmal. Erhalt des abgestorbenen Torsos einschließlich der Stockausschläge. 1 km westlich von Nünningen am Feldweg                                                                               |             | ND-HK 09 |
| Fotos hochladen               | Wodanseiche                                       | Ahlden (52° 46′ 25″ N, 9° 31′ 51,2″ O)                         | Baumdenkmal. In der Ahldener Schlenke am Feldweg |             | ND-HK 10 |
| Fotos hochladen               | 3 Eiben                                           | Walsrode Krelingen (52° 45′ 31,7″ N, 9° 38′ 52,9″ O)           | Baumdenkmal. Krelinger Bruch, Abteilung 37 |             | ND-HK 11 |
| Fotos hochladen               | Ulme                                              | Rethem (52° 46′ 14,5″ N, 9° 25′ 17,9″ O)                       | Baumdenkmal. Rethem. Gut Frankenfeld |             | ND-HK 13 |
| Fotos hochladen               | Eiche                                             | Lindwedel (52° 37′ 27,7″ N, 9° 39′ 57,9″ O)                    | Baumdenkmal. 700 m nordöstlich von Hope am Celler Weg |             | ND-HK 14 |
| BW                            | Altarm der Aller                                  | Lindwedel (52° 41′ 2,4″ N, 9° 41′ 3,5″ O)                      | Flächendenkmal. 500 m nördlich von Buchholz, südlich der Aller |             | ND-HK 15 |
| Fotos hochladen               | Quellgebiet im Hambrock                           | Bad Fallingbostel Jettebruch (52° 56′ 12,1″ N, 9° 48′ 35,6″ O) | Flächendenkmal. Erhaltung der Niedermoorbereiche und des Erlenbruchwaldes. Nordöstlich von Jettebruch am Ende des Moorweges                                                                           |             | ND-HK 16 |
| Fotos hochladen               | Eiche                                             | Walsrode Hünzingen (52° 53′ 49,9″ N, 9° 35′ 42″ O)             | Baumdenkmal. Hünzingen, an der Hofeinfahrt Hünzingen Nr. 1 |             | ND-HK 17 |
| BW                            | Rotbuche                                          | Walsrode Fulde (52° 52′ 17,5″ N, 9° 30′ 47,1″ O)               | Baumdenkmal. Direkt am Südrand BAB 27 |             | ND-HK 18 |
| BW                            | Söll                                              | Walsrode Kirchboitzen (52° 49′ 48″ N, 9° 28′ 18,8″ O)          | Flächendenkmal. 700 m westlich von Kirchboitzen am Feldweg |             | ND-HK 20 |
| Fotos hochladen               | Grundlose Kuhle                                   | Soltau Ahlften (52° 59′ 59,5″ N, 9° 51′ 12,5″ O)               | Flächendenkmal. Erhaltung der Geländemorphologie sowie der Oberflächengewässer; Förderung der Moorentwicklung. Badeverbot. 500 m nördlich der Soltauer Stadtgrenzen Richtung Ahlften in der Böhmheide |             | ND-HK 21 |
| BW                            | Wacholderbestand mit Bruchwald bei Schiel         | Schneverdingen Wesseloh (53° 12′ 9,7″ N, 9° 44′ 1,9″ O)        | Flächendenkmal. Zwischen Wesseloh und Horst |             | ND-HK 22 |
| Fotos hochladen               | Linde                                             | Bad Fallingbostel Jettebruch (52° 56′ 14″ N, 9° 47′ 27,9″ O)   | Baumdenkmal. 1,3 km südlich von Mittelstendorf an der L183 am Gasthaus |             | ND-HK 26 |
| Fotos hochladen               | Eibe                                              | Schwarmstedt (52° 40′ 30,7″ N, 9° 37′ 36,5″ O)                 | Baumdenkmal. Im Wald an der Ostseite Schwarmstedts |             | ND-HK 27 |
| Fotos hochladen               | Ziegeleikuhlen bei Wietzendorf                    | Wietzendorf (52° 55′ 12,4″ N, 9° 56′ 46,4″ O)                  | Flächendenkmal. Erhaltung der Geländemorphologie sowie der Oberflächengewässer, der Birken- und Erlenbruchwälder und der Torfmoosgesellschaften. Badeverbot. 1,5 km westlich Wietzendorf im Wald      |             | ND-HK 30 |
| mehr Fotos \| Fotos hochladen | Lehmkuhle bei Lieste                              | Neuenkirchen Sprengel (53° 4′ 37,9″ N, 9° 43′ 22,8″ O)         | Flächendenkmal. Erhaltung der Geländemorphologie sowie der Weidengesellschaften. 1,5 km westlich Neuenkirchen-Sprengel an der K23 noch vor der K21                                                    |             | ND-HK 31 |
| mehr Fotos \| Fotos hochladen | Schwalinger Flatt                                 | Neuenkirchen Schwalingen (53° 5′ 50,6″ N, 9° 42′ 15,9″ O)      | Flächendenkmal. Erhaltung der Freiwasserzonen sowie der standorttypischen Vegetation. Badeverbot. 3 km nördlich Schwalingen                                                                           |             | ND-HK 32 |
| mehr Fotos \| Fotos hochladen | Gagelbestand bei Wesseloh                         | Schneverdingen Wesseloh (53° 11′ 13,7″ N, 9° 42′ 59,7″ O)      | Flächendenkmal. Erhaltung des Gagelbestandes sowie des Eichen- und Birkenbruchwaldes |             | ND-HK 33 |
| BW                            | Auf den Lehdebergen                               | Rethem Rethem-Groß Häuslingen (52° 49′ 19,2″ N, 9° 23′ 6,7″ O) | Flächendenkmal. Erhaltung der Geländemorphologie sowie der standorttypischen Kiefern-, Birken- und Eichenbestände. Weiterhin Erhaltung der Trockenrasen- und Magerrasengesellschaften                 |             | ND-HK 34 |
| BW                            | De ruhe Stehen (Findling)                         | Walsrode (52° 50′ 36,2″ N, 9° 34′ 24,8″ O)                     | Findling. 500 m vom südlichen Ortsrand Walsrodes und der BAB 27 |             | ND-HK 35 |
| mehr Fotos \| Fotos hochladen | Gerichtslinde                                     | Bad Fallingbostel Dorfmark (52° 53′ 5,1″ N, 9° 45′ 7,5″ O)     | Baumdenkmal. Gerichtslinde. 1,5 km südwestlich Dorfmark und 300 m südöstlich von Brock, Nordrand Bahnlinie                                                                                            |             | ND-HK 40 |
| BW                            | Linde (Torso)                                     | Walsrode Düshorn (52° 49′ 48,6″ N, 9° 37′ 41,1″ O)             | Baumdenkmal. In Düshorn auf dem Hof Kirchstraße 2 |             | ND-HK 41 |
| BW                            | Schwedenschanze (Erdwall und Heide und Wacholder) | Grethem (52° 43′ 56,3″ N, 9° 31′ 0,1″ O)                       | Flächendenkmal. Erhaltung der Geländemorphologie und der typischen Heidegesellschaft |             | ND-HK 44 |
| BW                            | Hülshof                                           | Walsrode Kirchboitzen (52° 49′ 37,2″ N, 9° 29′ 17,9″ O)        | Flächendenkmal. Erhaltung der alten Ilex- und Baumbestände. Kirchboitzen, zwischen Schule und Großer Dorfstraße                                                                                       |             | ND-HK 45 |
| Fotos hochladen               | Findling Hoher Stein                              | Osterheide Ostenholz (52° 46′ 30,9″ N, 9° 43′ 19,9″ O)         | Findling. Ostenholz bei der Kirche |             | ND-HK 50 |
| BW                            | Wahrbeuken                                        | Osterheide Ostenholz (52° 45′ 36″ N, 9° 47′ 24,7″ O)           | Baumdenkmal. 4 km südöstlich Ostenholz am Süll-Berg, an der Panzerringstraße |             | ND-HK 51 |
| BW                            | Hülsen (Stechpalme)                               | Walsrode Westenholz (52° 46′ 15,6″ N, 9° 41′ 57,3″ O)          | Baumdenkmal. Westenholz, Hof Eilers |             | ND-HK 53 |
| mehr Fotos \| Fotos hochladen | Bunkenberg (Erdwall und Eichen)                   | Ahlden (Aller) (52° 45′ 41″ N, 9° 33′ 31″ O)                   | Flächendenkmal. Erhaltung der Geländemorphologie. Allertal, östlich Ahlden |             | ND-HK 54 |
| BW                            | Rotbuche am Wörn                                  | Schneverdingen (53° 8′ 6,2″ N, 9° 47′ 21,6″ O)                 | Baumdenkmal. Nördlich von Schneverdingen am Wörn, westlich des in Nord-Süd-Richtung verlaufenden Weges im Feldgehölz                                                                                  |             | ND-HK 55 |
| Fotos hochladen               | Vielstämmige Rotbuche                             | Schneverdingen (53° 8′ 7,3″ N, 9° 47′ 30,7″ O)                 | Baumdenkmal. Schneverdingen im LSG Höpener Heide und Höpener Berg, direkt am Wegekreuz |             | ND-HK 56 |
| Fotos hochladen               | Eiche in der Lührsbockeler Heide                  | Wietzendorf Lührsbockel (52° 56′ 28″ N, 9° 54′ 8,5″ O)         | Baumdenkmal. Im nordwestlichen Teil der Heidefläche bei Lührsbockel |             | ND-HK 57 |
| mehr Fotos \| Fotos hochladen | Eiche und Buche bei Ahlften                       | Soltau Ahlften (53° 1′ 15,1″ N, 9° 49′ 19,9″ O)                | Baumdenkmal. Westlich von Ahlften am Wegesrand |             | ND-HK 58 |
| Fotos hochladen               | Eiche in der Kiesgrube Reddingen                  | Wietzendorf Reddingen (52° 54′ 40,7″ N, 10° 1′ 38″ O)          | Baumdenkmal. Eingeschlossen in den Schutz ist der Sandhügel, auf dem sich die Eiche befindet. Auf einem Erdhügel in der Kiesgrube bei Reddingen                                                       |             | ND-HK 59 |
| BW                            | Orchideenwiese an der Böhme bei Dorfmark          | Bad Fallingbostel Dorfmark (52° 53′ 43,4″ N, 9° 45′ 35,3″ O)   | Flächendenkmal Erhaltung der seltenen Pflanzengesellschaft. Südlich der Fischendorfer Straße in Dorfmark an der Böhme                                                                                 |             | ND-HK 60 |
| BW                            | Feuchtwiese am Pastorenbackhaus Dorfmark          | Bad Fallingbostel Dorfmark (52° 54′ 15,1″ N, 9° 46′ 1,1″ O)    | Flächendenkmal. Erhaltung der seltenen Pflanzengesellschaft. Westlich des von Notz-Parks in Dorfmark an der Böhme                                                                                     |             | ND-HK 61 |
| Fotos hochladen               | Gathloher Eiche bei Hope                          | Lindwedel (52° 37′ 30,4″ N, 9° 38′ 30,6″ O)                    | Baumdenkmal. 1,5 km nordwestlich von Hope Abgestorben |             | ND-HK 62 |
| BW                            | Mehrstämmige Buche bei Hamwiede                   | Walsrode Hamwiede (52° 53′ 0,2″ N, 9° 27′ 39,2″ O)             | Baumdenkmal. 1,5 km südlich von Hamwiede, 150 m südlich der A27 |             | ND-HK 63 |
| BW                            | Rosskastanie bei Gut Stellichte                   | Walsrode Stellichte (52° 56′ 21,5″ N, 9° 32′ 17,5″ O)          | Baumdenkmal. Auf Gut Stellichte am in südliche Richtung verlaufenden Feldweg vor der Waldkante |             | ND-HK 64 |
| BW                            | Riesenstein am Stellichter Sunder                 | Walsrode Stellichte (52° 54′ 17,6″ N, 9° 32′ 17,2″ O)          | Findling. 2,5 km östlich bis südöstlich von Sieverdingen im Wald „Stellichte-Sunder“ bzw. 700 m südwestlich von Steinberg                                                                             |             | ND-HK 65 |
| Fotos hochladen               | 2-stämmige Eiche bei Grindau                      | Schwarmstedt Grindau (52° 39′ 28,5″ N, 9° 36′ 31″ O)           | Baumdenkmal. 100 m westlich von Grindau am Marschweg auf Grünland |             | D-HK 66  |
| Fotos hochladen               | Eiche am Grethemer Fährweg                        | Grethem (52° 43′ 39,9″ N, 9° 35′ 24,3″ O)                      | Baumdenkmal. 700 m östlich von Grethem direkt am Fährweg |             | ND-HK 67 |
| BW                            | Eiche bei Honerdingen                             | Walsrode Honerdingen (52° 51′ 43,6″ N, 9° 38′ 59,1″ O)         | Baumdenkmal. Zwischen Fallingbostel und Walsrode an der B209 |             | ND-HK 68 |